# Выкоукал, Иржи (гребец)
Иржи Выкоукал (чеш. Jiří Vykoukal; 29 июля 1922, Напаедла — 2 июня 1974, Напаедла) — чехословацкий гребец, выступавший за сборную Чехословакии по академической гребле в 1950-х годах. Победитель и призёр первенств национального значения, участник летних Олимпийских игр в Хельсинки.

## Биография
Иржи Выкоукал родился 29 июля 1922 года в городе Напаедла, Чехословакия.
Наиболее значимое выступление в своей спортивной карьере совершил в сезоне 1952 года, когда вошёл в состав чехословацкой национальной сборной и благодаря череде удачных выступлений удостоился права защищать честь страны на летних Олимпийских играх в Хельсинки. В парных двойках вместе с напарником Антонином Малинковичем со второго места преодолел предварительный квалификационный этап, был лучшим на стадии полуфиналов, тогда как в решающем финальном заезде финишировал пятым, уступив победившей команде из Аргентины более 20 секунд.
После хельсинкской Олимпиады Выкоукал больше не показывал сколько-нибудь значимых результатов в академической гребле на международной арене.
Умер 2 июня 1974 года в Напаедле в возрасте 51 года.